# Calatrava Capital
Calatrava Capital S.A. (dawniej Invar Biuro & System S.A.) – Spółka notowana w latach 2001–2019 na warszawskiej Giełdzie Papierów Wartościowych. (WSE: CTC, sWIG80 Index) o strukturze holdingu, prowadząca działalność nadzorczą i zarządczą nad szeregiem spółek zależnych. Inwestuje w projekty o ponadprzeciętnej stopie zwrotu. Zajmuje się analizą sektorową spółek, ich restrukturyzacją i ewentualnie dokapitalizowaniem, upublicznieniem lub sprzedażą.  
Grupa Kapitałowa Calatrava Capital skupia 11 podmiotów, działających m.in. w szeroko pojętej branży informatycznej i energetyczno- paliwowej.
Głównym akcjonariuszem i zarządzającym firmą jest Paweł Narkiewicz. Początki Calatrava Capital SA sięgają firmy informatycznej Invar & Biuro System SA powstałej w 2000 roku (z połączenia INVAR SYSTEM SA i spółki upublicznionej ZTB BIUROSYSTEM SA.), której działalność koncentrowała się na integracji systemów teleinformatycznych.